# Alice in Wonderland (álbum de Alice Nine)
Alice in Wonderland (estilizado como ALICE IN WONDEЯ LAND) é o segundo EP da banda visual kei, Alice Nine. Foi lançado no 27 de julho de 2005. Inclui 5 faixas.

## Faixas
| N.º            | Título                                                    | Duração |  |
| 1.             | "Siva&Diva"                                               | 3:59    |  |
| 2.             | "Shunka Shuutou" (春夏秋冬)                               | 4:39    |  |
| 3.             | "Souen -Na mo Naki Kimi e-" (葬園-名も無き君へ-)          | 5:57    |  |
| 4.             | "Haikara Naru Rinbu Kyoku" (ハイカラなる輪舞曲)           | 4:00    |  |
| 5.             | "Heisei Juushichinen Shichigatsu Nanoka" (平成17年7月7日) | 5:03    |  |
| Duração total: | Duração total:                                            | 23:46   |  |

## Ficha técnica

### Alice Nine
- Shou - vocal
- Hiroto  - guitarra
- Tora - guitarra
- Saga - baixo
- Nao - bateria